# Japán csillagánizs
A japán csillagánizs, másképpen lándzsáslevelű csillagánizs (Illicium anisatum), japán nevén sikimi az Illicium nemzetségbe tartozó növényfaj. Fás szárú növény, mely nagyon hasonlít a kínai csillagánizshoz. Mérgező anyagokat tartalmaz, ezért emberi fogyasztásra alkalmatlan. Szerepel az OGYÉI tiltólistáján is.

## Elterjedése és leírása
Dél-Japánban és Tajvanon őshonos, nagyon hasonlít a kínai csillagánizshoz, azonban a gyümölcse kisebb és az illata is kevésbé jellegzetes. Illatvilága inkább hasonlít a kardamomra, mint az ánizsra.
Szárított vagy feldolgozott állapotában a morfológiai hasonlóságaik miatt lehetetlen megkülönböztetni a csillagánizst a japán ánizstól. A japán csillagánizs anisatint, sikimint és sikimitoxint tartalmaz, melyek erős vesegyulladást, húgy- és emésztő szervrendszeri megbetegedéseket okoznak.
Fogyasztása után idegrendszeri működési zavarok lépnek fel erős rohamok kíséretében. A csillagánizstól eltérően más összetevők is jelen vannak a növényben, mint a szafrol (safrole) és az eugenol. Ezek jelentősége, abban mutatkozik meg, hogy nagy segítséget adnak a fajtaazonosításához. Az anisatin és származékai a gamma-aminovajsavhoz hasonlóan erős ingerületátvivő anyagok.
Az Európai Unióba néhány alkalommal kínai csillagánizzsal összekeveredve importálták, amely a japán csillagánizs észrevétlen jelenléte miatt ételmérgezésekhez vezetett, ezért a 2002/75/EK bizottsági határozat mindkét fűszer importját külön szabályozta. Mivel a határozatban előírt ellenőrzések során nem került elő újabb japánánizs-szennyeződés, ezért a jogszabályt másfél évvel később, 2003 augusztusában hatályon kívül helyezték.

## Felhasználási területei
Mérgező hatása ellenére felhasználható gyógyászati célra is. A hagyományos kínai orvoslás ajánlja külsőleg felhasználva fájdalom csillapítására vagy bőrbetegségek kezelésére. A tamiflu nevű madárinfluenza elleni védőoltás hatóanyaga a növényből előállítható sikimisav, melyet először belőle tudták elkülöníteni.

## Galéria

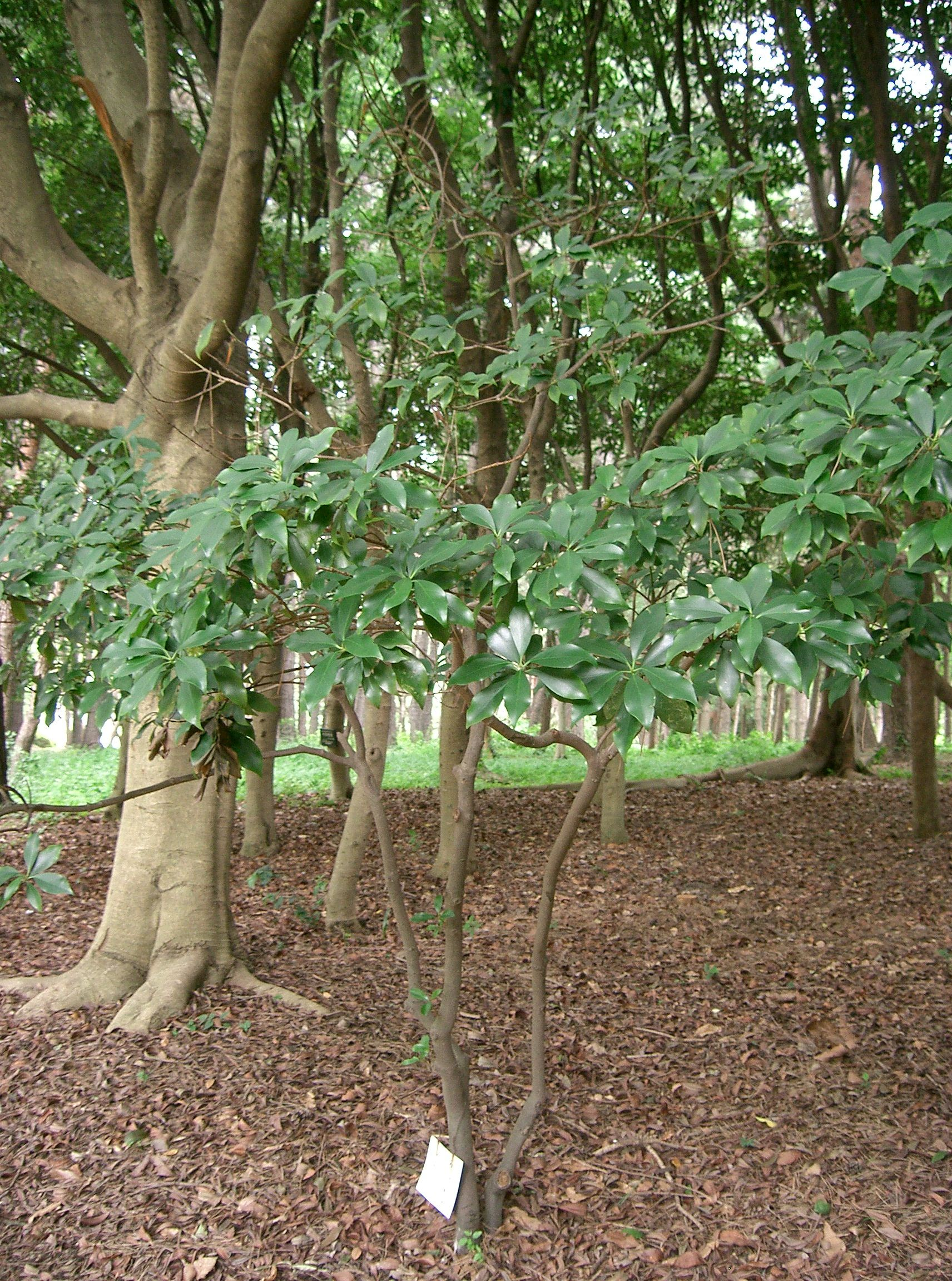
Növény 1.
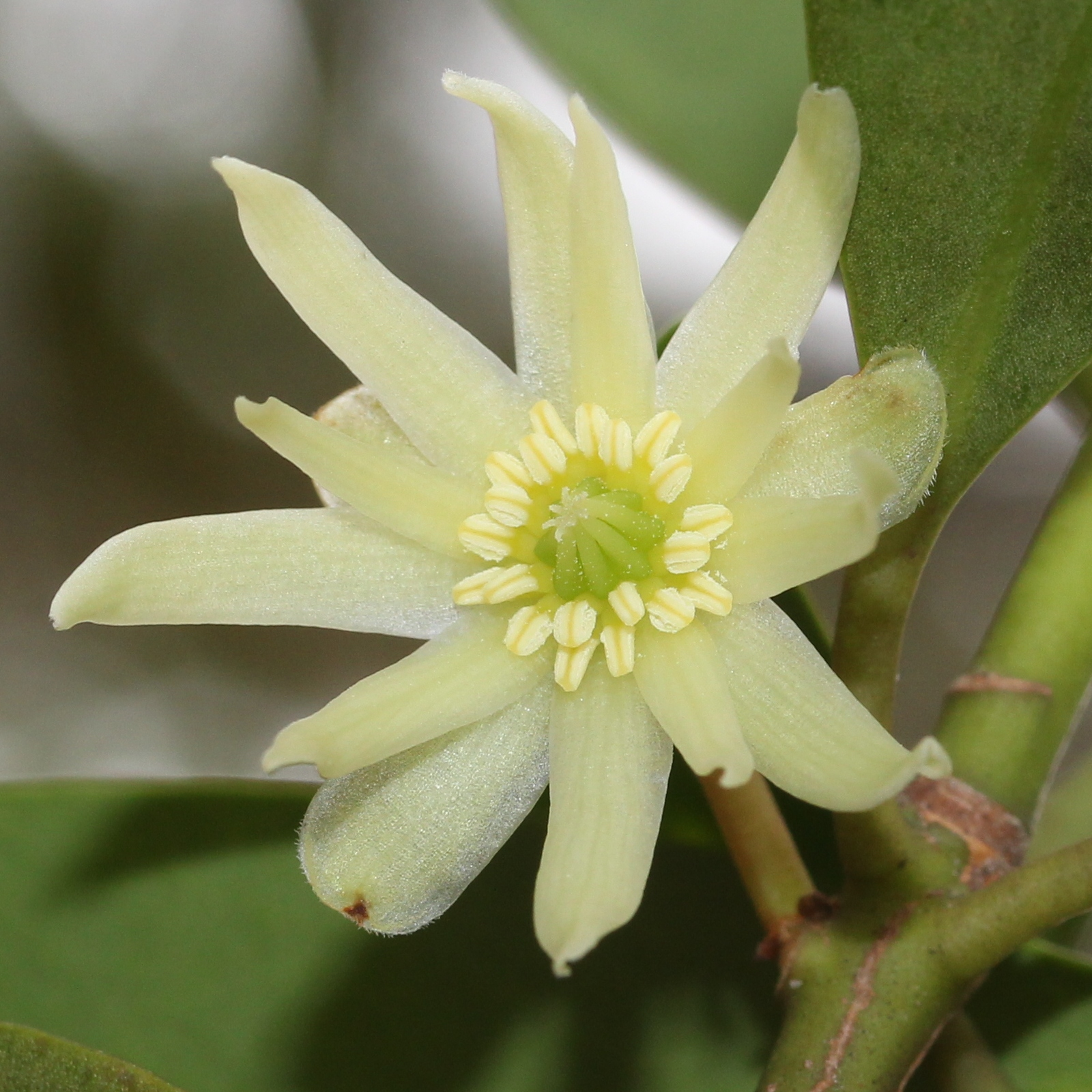
Virága
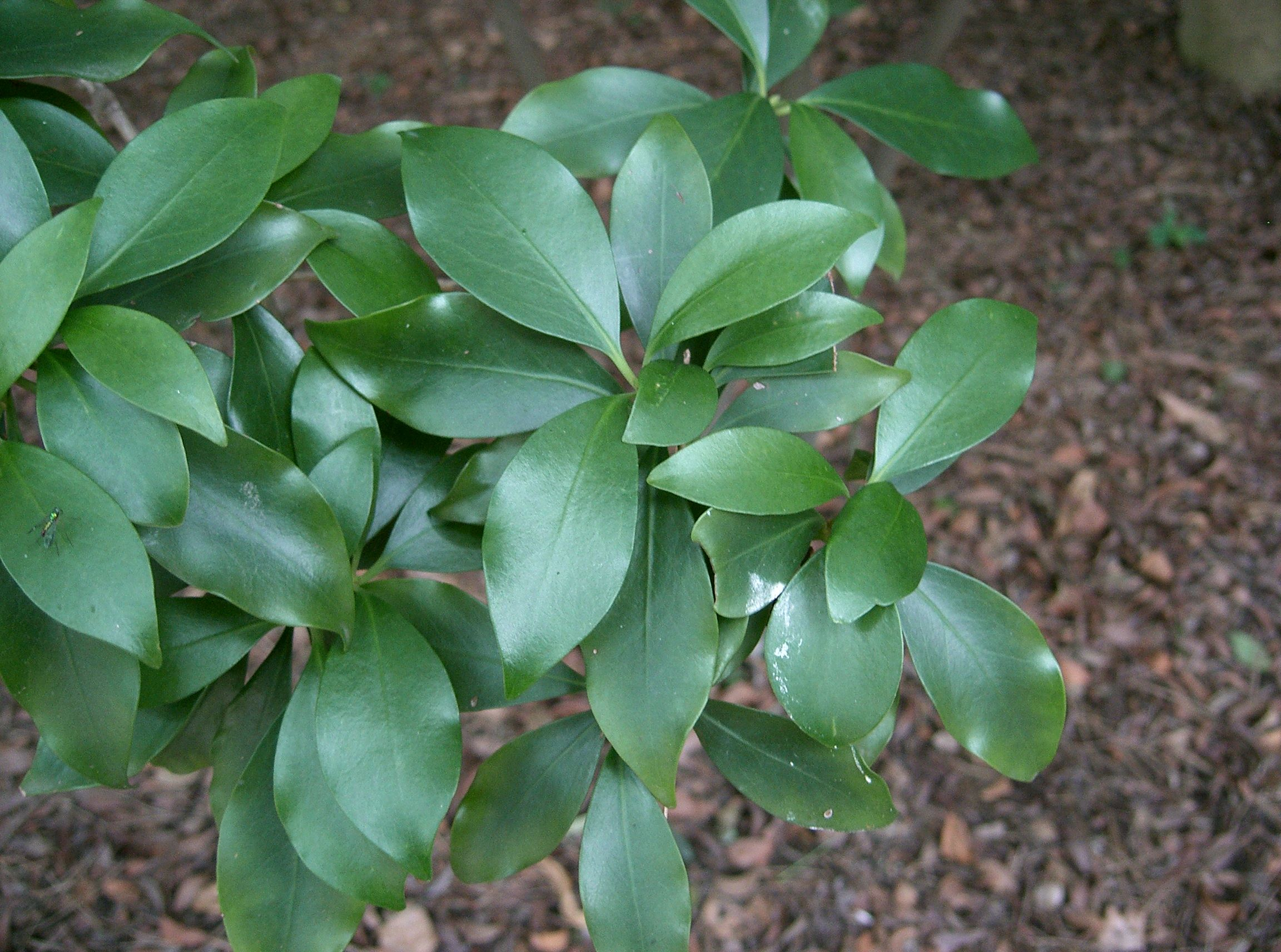
Levelei
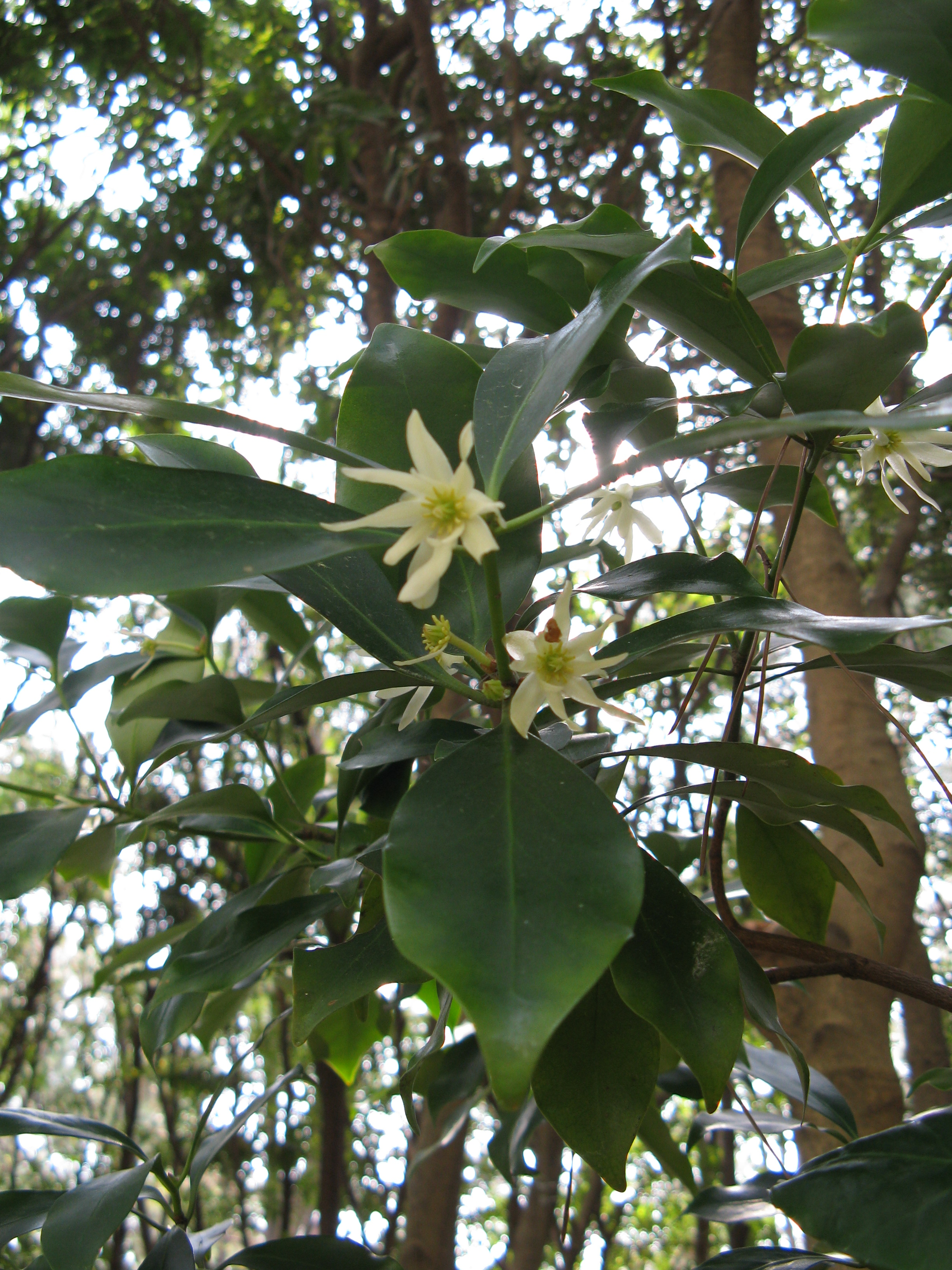
Növény 2.

## Fordítás
- Ez a szócikk részben vagy egészben a Japanese star anise című angol Wikipédia-szócikk ezen változatának fordításán alapul.  Az eredeti cikk szerkesztőit annak laptörténete sorolja fel. Ez a jelzés csupán a megfogalmazás eredetét és a szerzői jogokat jelzi, nem szolgál a cikkben szereplő információk forrásmegjelöléseként.